# Centrum Biblijne „Jezus Jest Panem”
Centrum Biblijne „Jezus Jest Panem” – Kościół neopentekostalny prawnie działający w Polsce od 7 maja 1990 r. Inspiracją dla jego utworzenia był Ulf Ekman. Pierwszym liderem i zarazem założycielem był Tomasz Zadurowicz. Po nim funkcję tę sprawował Marek Ciesiółka, następnie Andrzej Wojciechowski. W 2010 roku liczył 29 wiernych.

## Historia
W roku 1988 około 20 osób wystąpiło z warszawskiego zboru Kościoła Bożego w Chrystusie i utworzyli własny związek religijny pod nazwą Centrum Biblijne „Jezus Jest Panem”. Związek zarejestrowany został w 1990 roku. Na czele wspólnoty stanął Tomasz Zadurowicz. Jednym z powodów rozłamu była akceptacja wszystkich tez „teologii sukcesu”, w sytuacji gdy pozostała część zboru reprezentowała tradycyjne podejście w tej kwestii. Grupa zaleca modlitwy o powodzenie materialne i to wyróżniało ją od dotychczas istniejących pentekostalnych ugrupowań w Polsce. Bliskim ideowo był wtedy zbór Franka Olszewskiego we Wrocławiu (należący do KBWCh). Ruch ten od samego początku był marginalnym zjawiskiem w polskim ruchu zielonoświątkowym.
W 1995 roku nastąpił rozłam we wspólnocie, w jego wyniku powstał Kościół Chrześcijański w Warszawie. W 2003 roku miał miejsce kolejny rozłam, w którego wyniku wyłonił się Chrześcijański Kościół Reformacyjny (od 2013 Kościół Chwały). 
Wiosną 2011 roku pastorem Centrum został Zbigniew Łapiński. 

## Statystyki
W 1995 roku kościół liczył około 200 wyznawców, w 2010 roku liczył 29 osób. 
Podczas powszechnego spisu ludności z 2021 roku 149 osób przyznało się do tego związku religijnego. 